# Vasco Valdebenito García
Vasco Valdebenito García; (Chillán, 7 de noviembre de 1907 - Santiago, 26 de abril de 1984) fue un Ingeniero en minas y político socialista chileno.

## Primeros años de vida
Hijo de Sandalio Valdebenito y de Carmen García. Educado en el Liceo Valentín Letelier de Santiago y en la Escuela de Ingeniería de la Pontificia Universidad Católica de Chile, titulándose de Ingeniero en minas en 1930.
Contrajo matrimonio con Ana González Romero. En segundas nupcias, se casó con Rebeca Pérez Fernández.

## Vida pública
Se desempeñó como Técnico de la Dirección de Planeamiento del Ministerio de Obras Públicas, especializado en la construcción de la propiedad minera.
Ingresó al Partido Socialista en 1936. Fue Alcalde de la Municipalidad de Quillota (1938-1939).
Reemplazó en la Cámara de Diputados a Salvador Allende Gossens, quien aceptó el cargo de Ministro de Salubridad, Previsión y Asistencia Social el 28 de septiembre de 1939.  Valdebenito logró 25.159 votos en la elección complementaria para llenar la vacante, donde venció a René Olivares (APL, 10.096 votos), incorporándose representando a la 6ª agrupación departamental de Valparaíso, Casablanca, Quillota y Limache (1939-1941).
Reelecto Diputado por la misma agrupación departamental (1941-1945). Integró en este período, la comisión permanente de Constitución, Legislación y Justicia, además de la comisión de Hacienda.
En las elecciones parlamentarias de 1945 no se presentó como candidato, por ser nombrado Intendente de la provincia de Aconcagua por el gobierno de Juan Antonio Ríos.
Reelecto Diputado por la 6ª agrupación departamental de Valparaíso, Casablanca, Quillota y Limache (1949-1953), integró la comisión permanente de Economía y Comercio.
En 1952 fue Delegado, en representación de la Cámara de Diputados, a la IV Conferencia de Ministros de Relaciones Exteriores, realizada en la ciudad Washington, Estados Unidos.